# Fehérszemű császárgalamb
A fehérszemű császárgalamb (Ducula perspicillata) a madarak osztályának galambalakúak (Columbiformes) rendjébe és a galambfélék (Columbidae) családjába tartozó faj.
A magyar név forrással nincs megerősítve, lehet, hogy az angol név tükörfordítása (White-eyed Imperial-Pigeon).

## Előfordulása
Indonézia területén honos.

## Alfajai
- Ducula perspicillata neglecta
- Ducula perspicillata perspicillata